# 渡邉裕美子
渡邊 裕美子（わたなべ ゆみこ、1961年 - ）は、日本の日本文学者。立正大学文学部文学科（日本語日本文学専攻コース）教授。専攻は中世文学・和歌文学。

## 人物
1984年にお茶の水女子大学文教育学部を卒業し、1993年に早稲田大学大学院文学研究科博士後期課程単位取得中退した。2008年には「最勝四天王院障子和歌全釈」で関根賞を受賞した。2009年には「新古今時代の和歌の研究」により同大学から博士（文学）号が授与される。2011年には「新古今時代の表現方法」で角川源義賞を受賞した。早稲田大学・宇都宮大学非常勤講師を経て、2013年より立正大学 文学部文学科（日本語日本文学専攻コース）准教授、2018年からは同大教授を務める。

## 著書
- 『最勝四天王院障子和歌全釈』風間書房 2007(歌合・定数歌全釈叢書)
- 『新古今時代の表現方法』笠間書院 2010
- 『歌が権力の象徴になるとき 屏風歌・障子歌の世界』角川叢書 2011
- 『藤原俊成 「歌の家」御子左家の礎を築いた歌人 コレクション日本歌人選063』笠間書院 2018

### 共編著
- 『和歌文学大系 49 正治二年院初度百首』久保田淳 中村文 家永香織 木下華子 高柳祐子共著、明治書院, 2016.9
- 『平家公達草紙 『平家物語』読者が創った美しき貴公子たちの物語』櫻井陽子・鈴木裕子共著、笠間書院, 2017.2

## 参考
- http://bookweb.kinokuniya.co.jp/htm/4305705141.html
- http://www.kadokawa-zaidan.or.jp/news/2011/10/000180.php